# Erkelenz (Nadrenia Północna-Westfalia)
Erkelenz – miasto w Niemczech, w kraju związkowym Nadrenia Północna-Westfalia, w rejencji Kolonia, w powiecie Heinsberg.

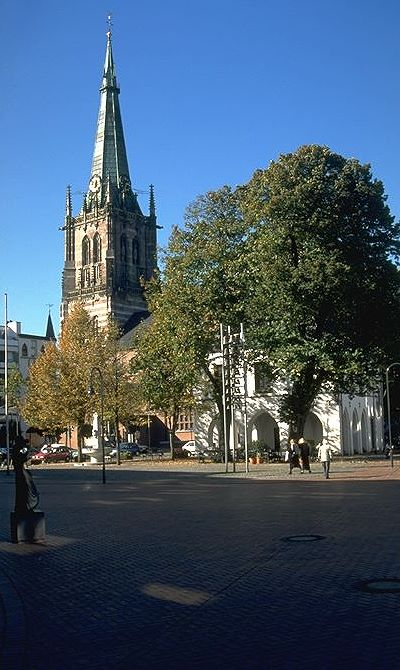
Główny plac w Erkelenz

## Współpraca
Miejscowości partnerskie:
- Bad Windsheim, Bawaria
- Saint-James, Francja
- Thum, Saksonia